# Amore e rabbia

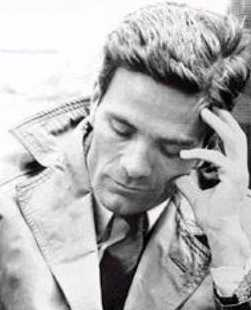
Paolo Pasolini

Amore e rabbia is een Italiaans-Franse episodefilm uit 1969.

## Verhaal
De film bestaat uit vijf verhalen. In het eerste segment wordt een man door de politie gedwongen om een koppel naar het ziekenhuis te brengen. In het tweede segment speelt een avant-gardistisch toneelgezelschap de dood van God en de vernietiging van de mensheid. In het derde segment loopt een jongetje door de straten van Rome, terwijl overal ter wereld bommen vallen. In het vierde segment praat een jong stel over oorlog en revolutie. In het vijfde segment leidt een hoogleraar een studentendebat over  de Vietnamoorlog.

## Rolverdeling

### Discutiamo, discutiamo
| Acteur           | Personage   |
| ---------------- | ----------- |
| Marco Bellocchio | onderwijzer |

### Agonia
| Acteur                 | Personage     |
| ---------------------- | ------------- |
| Julian Beck            | stervende man |
| Jim Anderson           |               |
| Judith Malina          |               |
| Giulio Cesare Castello | Priester      |
| Adriano Aprà           | klerk         |
| Fernaldo Di Giammatteo |               |
| Petra Vogt             |               |
| Romano Costa           | klerk         |
| Milena Vukotic         | verpleegster  |

### L'Amore
| Acteur            | Personage |
| ----------------- | --------- |
| Christine Guého   | ?         |
| Nino Castelnuovo  | ?         |
| Catherine Jourdan | ?         |
| Paolo Pozzesi     | ?         |

### L'indifferenza
| Acteur    | Personage |
| --------- | --------- |
| Tom Baker | ?         |

### La sequenza del fiore di carta
| Acteur           | Personage    |
| ---------------- | ------------ |
| Ninetto Davoli   | Riccetto     |
| Rochelle Barbini | klein meisje |
| Aldo Puglisi     | Dio          |